# Eugenia holdridgei
Eugenia holdridgei là một loài thực vật có hoa trong Họ Đào kim nương. Loài này được Alain mô tả khoa học đầu tiên năm 1986.